# Día Internacional del Migrante
El Día Internacional del Migrante es una celebración anual que tiene lugar el 18 de diciembre desde 2000, instaurada por la Asamblea General de las Naciones Unidas en ese mismo año.

## Proclamación
El Día Internacional del Migrante fue proclamado el 4 de diciembre de 2000 por la Asamblea General de las Naciones Unidas. Esta proclamación respondió al creciente reconocimiento de la migración como un fenómeno global significativo por parte de los Estados miembros de la ONU y otras organizaciones internacionales, en un contexto donde los flujos migratorios se habían incrementado notablemente. El objetivo; según los organizadores; es resaltar la importancia de respetar y proteger los derechos humanos de los migrantes, así como destacar su contribución al desarrollo en los países de origen y destino. La proclamación también busca fomentar la cooperación internacional para abordar los desafíos y oportunidades que presenta la migración, promoviendo una mayor sensibilización sobre las condiciones y necesidades de los migrantes en todo el mundo.

## Celebración
Este día se celebra anualmente el 18 de diciembre, en conmemoración de la adopción de la Convención Internacional sobre la Protección de los Derechos de Todos los Trabajadores Migratorios y de sus Familiares, que tuvo lugar en 1990. Durante su celebración, se llevan a cabo diversas actividades y eventos organizados por Estados miembros de la ONU, organizaciones internacionales y la sociedad civil, que incluyen conferencias, seminarios y campañas de sensibilización orientadas a difundir información sobre los derechos de los migrantes, sus contribuciones al desarrollo económico y social, y las políticas necesarias para protegerlos y apoyarlos. Este día también sirve como una plataforma para destacar temas emergentes relacionados con la migración, como el impacto del cambio climático y la importancia de integrar la migración en las estrategias de desarrollo sostenible.

## Temas
- 2001: Segunda celebración: Wider support for global covenant on rights of migrant workers,[5] (‘Apoyo más amplio al pacto global sobre los derechos de los trabajadores migrantes’)
- 2002: Immigrants, refugees must not be seen as a burden,[6] (‘Los inmigrantes y refugiados no deben ser vistos como una carga’)
- 2003: Underlining need to maximize benefits of migration,[7] (‘Subrayando la necesidad de maximizar los beneficios de la migración’)
- 2004: Wider ratification of migrant rights convention,[8] (‘Ratificación más amplia de la convención sobre los derechos de los migrantes’)
- 2005: Human rights protection for itinerant labour,[9] (‘Protección de los derechos humanos para el trabajo itinerante’)
- 2007: Protection of migrants’ human rights regardless of legal status,[10] (‘Protección de los derechos humanos de los migrantes independientemente de su estatus legal’)
- 2008: Protecting dignity and rights of migrants,[11] (‘Protección de la dignidad y los derechos de los migrantes’)
- 2009: Migration Part of Long-term Solution to Global Economic Crisis,[12] (‘La migración como parte de la solución a largo plazo para la crisis económica global’)
- 2012: End to criminalization of irregular migration,[13] (‘Fin a la criminalización de la migración irregular’)
- 2013: Respect migrants’ rights, reject xenophobia,[14] (‘Respetar los derechos de los migrantes, rechazar la xenofobia’)
- 2014: Promote Legal Migration, Adopt Human Rights-Based Policies,[15] (‘Promover la migración legal, adoptar políticas basadas en los derechos humanos’)
- 2015: Commitment to Human-Rights-Based Responses Guided by International Law,[16] (‘Compromiso con respuestas basadas en los derechos humanos, guiadas por el derecho internacional’)
- 2016: Rejecting Intolerance, Discrimination, Xenophobic Rhetoric,[17] (‘Rechazo a la intolerancia, la discriminación y la retórica xenófoba’)
- 2017: Commit to Making Migration Work for All,[18] (‘Compromiso para hacer que la migración funcione para todos’)
- 2018: Migration a Powerful Driver of Economic Growth, Dynamism That Must Work for All,[19] (‘La migración es un motor poderoso de crecimiento económico y dinamismo que debe funcionar para todos’)
- 2019: Bring Global Compact to Life, Secretary-General Urges Leaders, People Everywhere,[20] (‘Llevar a la práctica el Pacto Mundial, insta el Secretario General a líderes y personas en todo el mundo’)
- 2020: IOM invites to reimagine human mobility together,[21] (‘La OIM invita a reimaginar la movilidad humana juntos’)

- 2021: Aprovechar el potencial de la movilidad humana[22]
- 2022: 280 million people leave home for ‘a better life’,[23] (‘280 millones de personas dejan su hogar en busca de “una vida mejor”’)
- 2023: Humane, Orderly Management of Migration to Secure Safer, More Prosperous Future for All,[24] (‘Gestión humanitaria y ordenada de la migración para asegurar un futuro más seguro y próspero para todos’)